# Dewey-Humboldt
Dewey-Humboldt es un pueblo ubicado en el condado de Yavapai en el estado estadounidense de Arizona. En el Censo de 2010 tenía una población de 3894 habitantes y una densidad poblacional de 80,88 personas por km².

## Geografía
Dewey-Humboldt se encuentra ubicado en las coordenadas 34°31′3″N 112°14′59″O / 34.51750, -112.24972. Según la Oficina del Censo de los Estados Unidos, Dewey-Humboldt tiene una superficie total de 48.15 km², de la cual 48.15 km² corresponden a tierra firme y (0%) 0 km² es agua.

## Demografía
Según el censo de 2010, había 3.894 personas residiendo en Dewey-Humboldt. La densidad de población era de 80,88 hab./km². De los 3.894 habitantes, Dewey-Humboldt estaba compuesto por el 92.27% blancos, el 0.28% eran afroamericanos, el 1.03% eran amerindios, el 0.21% eran asiáticos, el 0.05% eran isleños del Pacífico, el 3.6% eran de otras razas y el 2.57% pertenecían a dos o más razas. Del total de la población el 10.48% eran hispanos o latinos de cualquier raza.